# Uxbridge (Londra)
Uxbridge (AFI: /ˈʌksbrɪdʒ/) è un quartiere di Londra, facente parte del borgo londinese di Hillingdon (di cui è centro amministrativo) e storicamente della contea del Middlesex, situato a 24,8 km a nord-ovest di Charing Cross.
Nel Piano di Londra, Uxbridge è riconosciuto come uno dei dodici "centri metropolitani" (metropolitan centres).

## Origine del nome
Il toponimo del quartiere deriva da Wixan's Bridge, che era situato nella parte bassa di Oxford Road dove ora si trova un ponte stradale moderno, accanto al pub Swan and Bottle. Gli wixan erano una tribù sassone del VII secolo proveniente dal Lincolnshire che hanno iniziato a stanziarsi nell'area che è poi diventata il Middlesex. Gli anglosassoni hanno iniziato a stabilirsi e coltivare nell'area di Uxbridge nel V secolo, disboscando una densa area boschiva e rimanendo nell'area per circa cinquecento anni.
Uxbridge non è menzionata nel Domesday Book dell'XI secolo; il toponimo del quartiere appare per la prima volta nei documenti nel 1107 come "Woxbrigge" ed è diventata parte della centena di Elthorne con altre località nell'area.

## Infrastrutture e trasporti

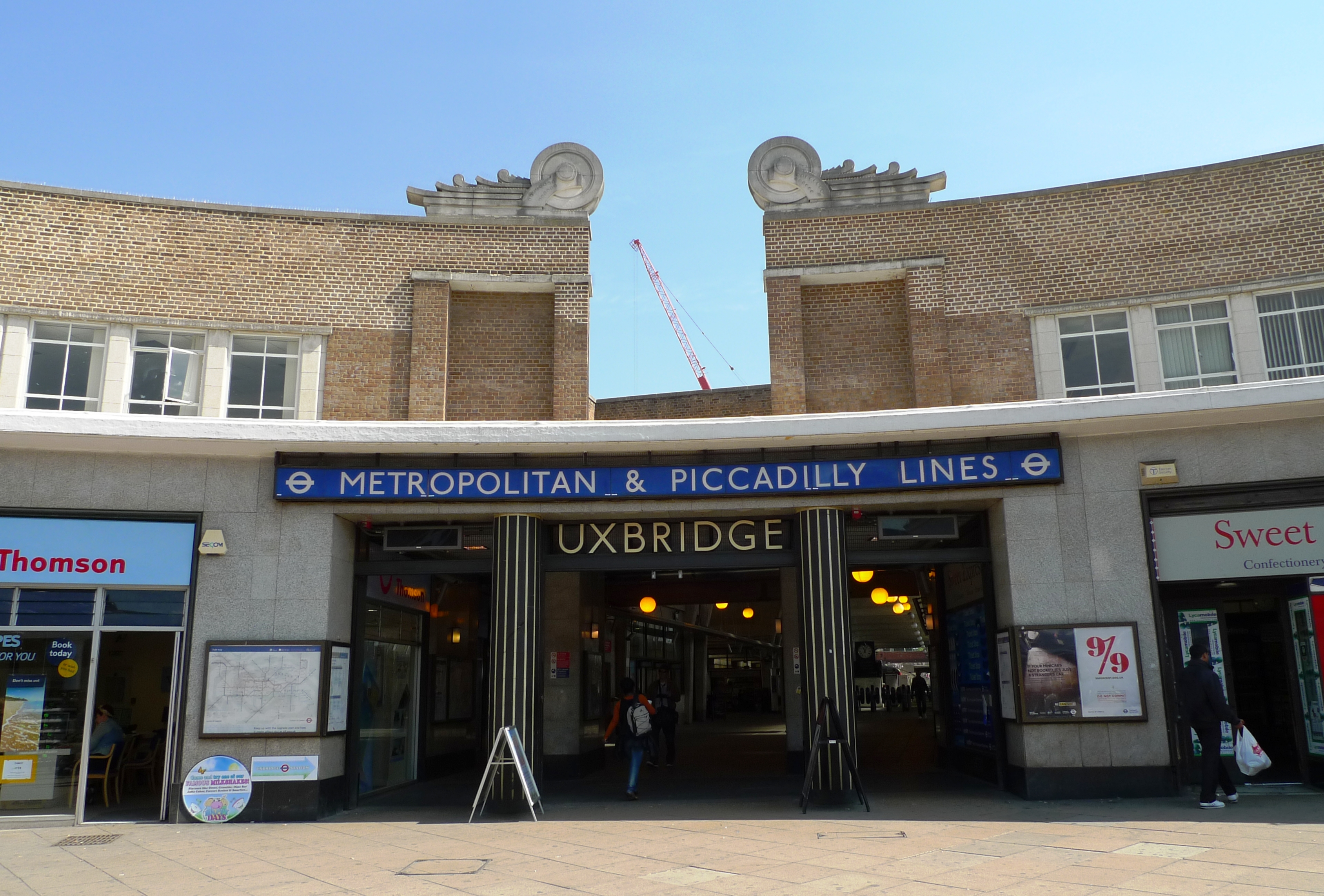
Stazione di Uxbridge

- Linee Metropolitan e Piccadilly: stazione di Uxbridge

Il quartiere di Uxbridge è lambito a ovest dall'autostrada M25, il raccordo anulare che circonda la Grande Londra, e a nord dal percorso dell'strada A40 che, dopo la rotatoria di Denham, continua diventa l'autostrada M40. Uxbridge è collegato allo svincolo della A40, dalla strada B483.
Il quartiere è servito dalla stazione di Uxbridge, che si trovano lungo le linee Metropolitan e Piccadilly, nella Travelcard Zone 6.
Molte linee di autobus collegano Uxbridge con i quartieri limitrofi. Oltre a quelle gestite da London Buses, Uxbridge è servita da autobus di First Berkshire & The Thames Valley, Green Line e Carousel Buses.